# Oren Nataf
Pour les articles homonymes, voir Nataf.
Oren Nataf est un réalisateur français né le 30 juin 1972.

## Biographie
Après ses études aux Beaux-Arts de Paris, dont il est diplômé en section peinture, Oren Nataf travaille comme chef opérateur en 1996 au San Francisco Art Institute. Il séjourne l'année suivante à Irkoutsk où naît son projet de premier long métrage, Sibérie, la dernière nuit
.

## Filmographie

### Courts métrages
- 1998 : Le Royaume des chats
- 1998 : Récital : Élisabeth Sombart (coréalisateur : Emmanuel Julliard)

### Longs métrages
- 2002 : Sibérie, la dernière nuit
- 2005 : Ne faites pas de cinéma (présenté au festival de Cannes 2004 dans la sélection de l'ACID)[2]
- 2008 : 20 minutes de bonheur (coréalisatrice : Isabelle Friedmann)